# Harry Whittington (paléontologue)
Pour les articles homonymes, voir Harry Whittington et Whittington.
Harry Blackmore Whittington (né le 24 mars 1916 - mort le 20 juin 2010) est un paléontologue britannique. 

## Biographie
Au cours de sa carrière qui s'étend sur plus de 60 ans, il se spécialise dans l'étude des arthropodes fossiles du début du paléozoïque, avec une attention toute particulière portée aux trilobites. Il travaille sur l'étude de la morphologie des trilobites, de l'écologie, de la stratigraphie fossile de même que la paléogéographie et celle de la faune des schistes de Burgess, qui mène à l'élucidation de la nature de l'explosion cambrienne.
Il est le directeur de thèse de Derek Briggs et Simon Conway Morris, les deux autres artisans principaux de la réinterprétation des fossiles des schistes de Burgess. Parmi les nombreux prix qu'il reçoit, ses plus récents sont l'obtention en 2001 du prix international de biologie et, la même année, la médaille Wollaston.